# Мазур, Владимир Владимирович
Владимир Владимирович Мазур (род. 19 июня 1966, Крутоложное, Томская область) — российский государственный деятель. Губернатор Томской области с 22 сентября 2022 (врио 10 мая — 22 сентября 2022).
Заместитель губернатора Тюменской области (2011—2012). Глава администрации города Тобольска (2012—2019). Заместитель и первый заместитель губернатора Калужской области (2019—2020). Кандидат политических наук (2005).

## Биография
Родился 19 июня 1966 года в селе Крутоложное Первомайского района Томской области. Мать работала в бухгалтерии колхоза «1 Мая», отец — механизатором в колхозе. После средней школы окончил профессионально-техническое училище № 33 по специальности «газоэлектросварщик».
В 1984—1986 годах служил в Советской армии.

### Образование
В 1992 году окончил Томский государственный университет по специальности «Правоведение». В 2003 году окончил Российскую академию государственной службы (РАГС, сейчас Российская академия народного хозяйства и государственной службы при президенте РФ ) по специальности «Государственное и муниципальное управление».
Кандидат политических наук. В марте 2005 года защитил диссертацию по теме «Геополитический потенциал Западной Сибири в региональном развитии России» в Российской академии государственной службы при президенте Российской Федерации на соискание учёной степени кандидата политических наук.
Участник V потока «Школы губернаторов» — программы развития кадрового управленческого резерва Высшей школы госуправления РАНХиГС.

### Карьера
В период с 1992 по 2004 год работал юристом, заместителем директора в различных предприятиях Томска, Кемерово и Москвы. Также с 1999 года работал в Москве заместителем директора общественного объединения «Правление ТОПОЛЬ».
С 2001 г. — действительный член Академии безопасности, обороны и правопорядка.
С 2004 по май 2007 года — заместитель мэра Томска по информационной политике, председатель городского комитета по связям с общественностью и информационной политике. Занимался вопросами дизайн-кода города и регулированием местного рекламного рынка, позиционированием Томска как сибирского инновационного центра. В тот период Мазур также был лидером регионального отделения «Российской партии жизни». После смены власти в городе (арест и отстранение от должности мэра Александра Макарова в декабре 2006 года) в администрации Томска провели реорганизацию, в результате которой должность вице-мэра по информполитике была сокращена.
По данным на 2007 год являлся членом партии «Справедливая Россия».
После увольнения из мэрии Владимир Мазур в 2007 году переехал в Тюменскую область и занял должность директора по распоряжению имуществом  дочерней компании «Газпрома» ОАО «Запсибгазпром». В феврале 2008 года был назначен первым заместителем генерального директора компании по производству. В октябре того же года стал генеральным директором ОАО «Запсибгазпром», возглавлял компанию по июль 2011 года.
Был приглашён на работу в правительство Тюменской области. С 4 июля 2011 года по октябрь 2012 года был заместителем губернатора Тюменской области Владимира Якушева. В должности вице-губернатора курировал вопросы инвестиционной политики, экологии и недропользования.
В 2011 году вступил в «Единую Россию».
18 октября 2012 года депутаты городской думы Тобольска единогласно наделили Мазура полномочиями главы администрации (сити-менеджера) города. Через несколько дней был избран секретарём Тобольского городского отделения «Единой России». 28 сентября 2015 года, после отмены двуглавой системы управления городом, был избран главой Тобольска («за» проголосовали 22 из 25 депутатов городской думы). 23 апреля 2019 года написал заявление о сложении полномочий, 30 апреля гордума Тобольска приняла отставку.
С 28 мая 2019 года был заместителем губернатора Калужской области Анатолия Артамонова. В данной должности контролировал ход реализации программ в рамках нацпроекта «Формирование комфортной городской среды», курировал деятельность фонда капитального ремонта, государственной жилищной инспекции и управления административно-технического контроля. 23 декабря того же года Мазур был назначен первым заместителем губернатора. В феврале 2020 года исполняющим обязанности губернатора Калужской области был назначен Владислав Шапша, в его правительстве Владимир Мазур сохранил пост первого заместителя. Ушёл в отставку по собственному желанию 1 июня 2020 года.
С июня 2020 года назначен заместителем начальника Управления Президента Российской Федерации по внутренней политике. Курировал вопросы местного самоуправления.

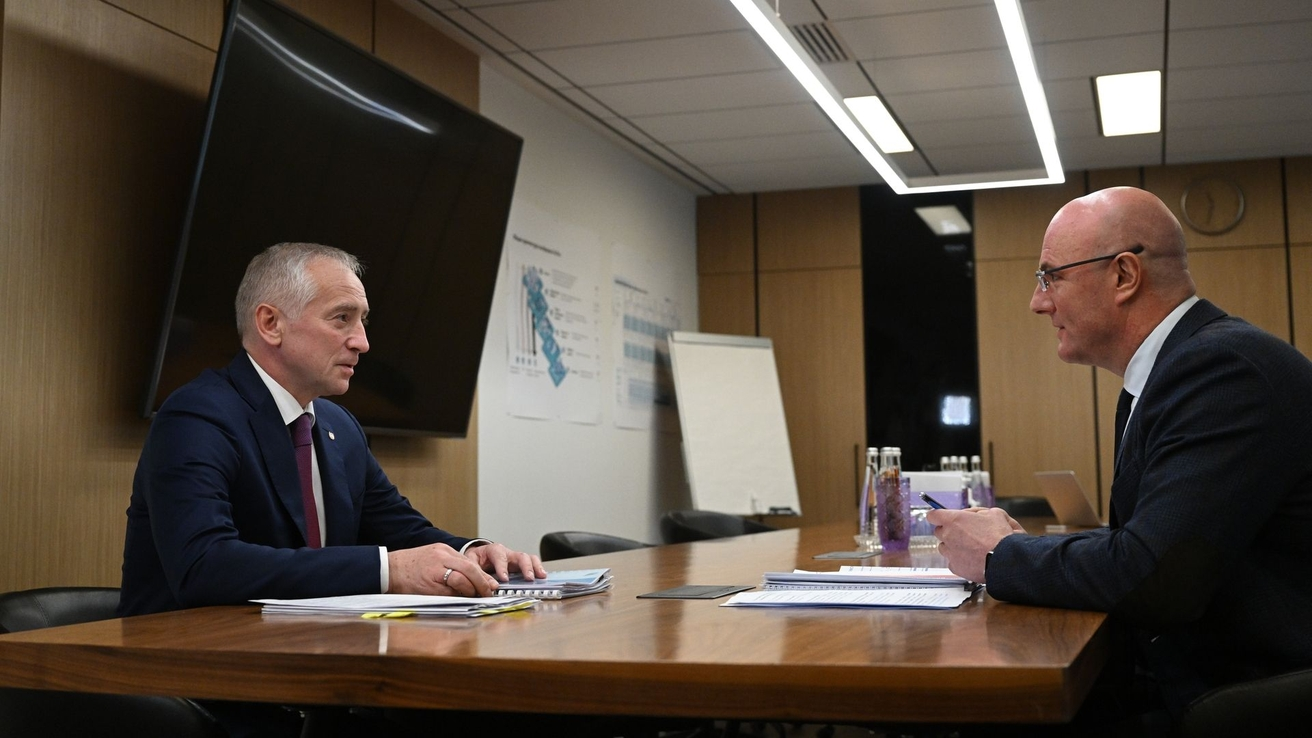
Владимир Мазур на встрече с зампредседателя Правительства России Дмитрием Чернышенко, май 2022.

## Губернатор Томской области
10 мая 2022 года президент Владимир Путин своим указом назначил Владимира Мазура временно исполняющим обязанности губернатора Томской области. Он стал первым из V потока программы развития кадрового управленческого резерва Высшей школы госуправления РАНХиГС «Школа губернаторов», направленным руководить регионом. 12 мая полномочный представитель президента в Сибирском федеральном округе (СФО) Анатолий Серышев представил Владимира Мазура сотрудникам региональной администрации на внеочередном собрании Томской областной думы. В тот же день Владимир Мазур сделал первые распоряжения как глава региона. В частности, он на два месяца сохранил всех заместителей экс-губернатора, вплоть до оценки подведомственных сфер. Опрошенные эксперты указывали, что основными задачами врио губернатора станет борьба региона за «нефтегазовые» доходы, уходящие в федеральный бюджет, развитие проектов Большого университета и межвузовского кампуса, решение вопроса нехватки кадров в районах.
11 сентября 2022 года избран губернатором Томской области с подавляющим большинством голосов (84,94%). 22 сентября вступил в должность.
С 1 декабря 2022 года — секретарь томского регионального отделения партии «Единая Россия».
С 5 декабря 2022 года — член Государственного Совета Российской Федерации.

## Санкции
24 февраля 2023 года Госдепом США Мазур включён в санкционный список лиц причастных к «осуществлению российских операций и агрессии в отношении Украины, а также к незаконному управлению оккупированными украинскими территориями в интересах РФ», в частности за «призыв граждан на войну в Украине».
1 апреля 2023 года внесён в санкционный список Украины как «глава государственного органа, осуществлявший поддержку/поощрение/публичное одобрение политики РФ, направленной на проведение военных действия и геноцид гражданского населения в Украине».

## Личная жизнь
Женат. Есть пять детей: совершеннолетние сын и дочь, а также несовершеннолетние девочки-тройняшки.

## Награды
- Юбилейная медаль «400 лет городу Томску» (2004)[5]
- Медаль «За заслуги в проведении Всероссийской сельскохозяйственной переписи 2006 года» (2006)[5]
- Почётная грамота Федеральной службы судебных приставов (2014)[5]
- Медаль МЧС России «За отличие в ликвидации последствий чрезвычайной ситуации» (2014)[5]
- Почётная грамота Министра обороны Российской Федерации (2015)[5]
- Почётная грамота Тюменской областной Думы (2016)[5]
- Медаль МЧС России «Маршал Василий Чуйков» (2016)[5]
- Почётный знак Губернатора Калужской области «За личный вклад в развитие Калужской области» (2020)[40]